# Malesze (gromada)
Malesze – dawna gromada, czyli najmniejsza jednostka podziału terytorialnego Polskiej Rzeczypospolitej Ludowej w latach 1954–1972.
Gromady, z gromadzkimi radami narodowymi (GRN) jako organami władzy najniższego stopnia na wsi, funkcjonowały od reformy reorganizującej administrację wiejską przeprowadzonej jesienią 1954 do momentu ich zniesienia z dniem 1 stycznia 1973, tym samym wypierając organizację gminną w latach 1954–1972.
Gromadę Malesze z siedzibą GRN w Maleszach utworzono – jako jedną z 8759 gromad – w powiecie bielskim w woj. białostockim, na mocy uchwały nr 12/V WRN w Białymstoku z dnia 4 października 1954. W skład jednostki weszły obszary dotychczasowych gromad Malesze, Brześcianka i Bujnowo ze zniesionej gminy Łubin Kościelny, obszary dotychczasowych gromad Mierzwin Mały i Mierzwin Duży ze zniesionej gminy Topczewo, obszar dotychczasowej gromady Szpaki ze zniesionej gminy Wyszki oraz miejscowość Załuskie Kościelne z dotychczasowej gromady Załuskie Kościelne ze zniesionej gminy Brańsk w tymże powiecie. Dla gromady ustalono 15 członków gromadzkiej rady narodowej.
31 grudnia 1959 gromadę Malesze zniesiono włączając jej obszar do gromad Łubin Kościelny (wsie Malesze, Bujnowo i Brześcianka, przysiółki Abramiki, Puchacze i Łubinek oraz obszar lasów państwowych N-ctwa Bielsk Podlaski obejmujący oddziały 62—75), Kalnica (wieś Załuskie Kościelne), Topczewo (wsie Mierzwin Mały i Mierzwin Duży) i Wyszki (wieś Szpaki).